# Caucaia
Caucaia város Brazíliában, Ceará államban. Lakosainak száma 355 679 fő (2022). Caucaia Fortaleza, São Gonçalo do Amarante, Pentecoste, Maranguape és Maracanaú községekkel határos.

## Népesség
A település népességének változása:
| Lakosok száma | 325 441 | 316 906 | 365 212 | 368 918 | 355 679 |
|               | 2000    | 2007    | 2020    | 2021    | 2022    |